# カポタスト

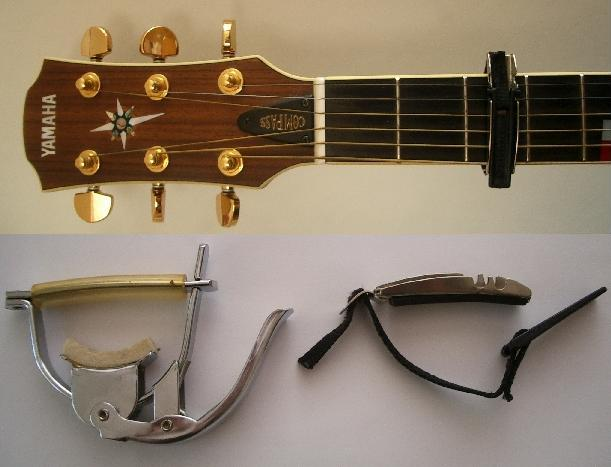
上：カポタストを使用したギター
下：ギター用カポタストの一例

カポタスト（イタリア語で「指板の頭〔先端〕」を意味するcapodastro、capo tasto、capotasto から）は、ギターやウクレレなどの弦楽器用アクセサリー、演奏補助器具のひとつである。略してカポと言われる。カポタストを付けた位置をナット位置（0フレット目）とみなして演奏することで、一般的なチューニングでは演奏が比較的困難な楽曲を、楽に演奏するために用いられることが多い。
以下は主にギターに関して述べる。

## 概説
この項目の通り、ギターは一般的なチューニングでは、E, A, D, G, B, E音にチューニングされている。従って、シャープやフラットの多い調の楽曲の演奏において、以下のような若干の制限がある。
- ポジションを押さえていない弦の音を鳴らす事ができない
- 高い頻度で弦をセーハする事が要求される
- ミュートが煩雑

この回避策として、楽曲ごとにチューニングを変更することが考えられるが、簡易にそれを行うための器具が、カポタストである。
基本的には、左手人差し指によるセーハを代行する器具である。何らかの機構で、人差し指の代わりに任意のフレットで1 - 6弦までを一括して押さえつけ、カポタストを便宜上のナット位置（0フレット目）と「仮定」することができる。例えば、第1フレットにカポタストを装着し、その位置（第1フレット）を新たなナット位置とみなすことにより、まるでギター全体の音程が半音上がったように扱うことができる。これにより、例えばキーがC#（嬰ハ長調）の曲を、より押さえやすいコードフォームが多いC（ハ長調）と全く同じ運指で演奏できるようになる。その弦の固定の強度の関係から、開放弦ともセーハした弦とも若干違う音を奏でる。

### メリット
ギターにておいてコードは、同じものでも様々な押さえ方（フォーム）があり、それぞれによって音の高さや構成音、展開形などが異なる。複数のギターを用いてコードを主とした演奏を行う場合、それらニュアンスの異なるものを組み合わせて音に独特の厚みを加えることができる。往々にしてハイ・ポジションの物も多く用いられるため、その際にカポタストが威力を発揮する場合も見られる。詳しくはギター#奏法も参照。

### デメリット
カポタストによって1 - 6弦までが常にセーハされるため、ギターの発音できる最低音自体があがってしまい、ある意味で演奏に制約が加わってしまう事が挙げられる。前述の通り、音質に関しての好みの問題もある。また左手だけでセーハする場合と違い、演奏ごとにいちいちカポタストを着け外しするという手間がかかる。また、コード譜は移調式の表示になり、例えばcapo:2でEmと表示されている場合、実際に鳴る音は長2度上に移調してF#mである。そのため、コードをポジションではなく音で認識している絶対音感の保持者などは慣れるまで混乱しやすい。
ちなみに、装着時にチューニングが狂う場合があるので注意が必要である。通常の運指と同じく、フレット内でもできるだけフレットそのものに近い位置に装着することが好ましいが、余りに近すぎても左手の動きに干渉するというジレンマもある。なお、あまりに高いフレットに対してはあまり実用的ではなく、また、着脱時には必ずチューニングを確かめることが求められ、特に装着したままそのポジションを移動させるような横着は慎むべきであるとされる。

## 種類
様々な工夫がなされた商品が販売されているが、代表的と思われるものを挙げる。価格は多種多様である。文献によってはばね式、てこ式、ゴム式、クリップ式に分類されることもある。
- ばね仕掛けのクリップのようなタイプ。装着は比較的迅速に行えるが、ギター側のネックの形状との相性がある。ばねではなくネジで固定するタイプもある。
- 万力のように、ネックを上下から挟み込むタイプ。
- ゴムバンド式のタイプ。装着時に力が必要で、また、装着時に弦に横方向のベクトルがかかりがちなことから、注意して装着せねばチューニングの狂い[注釈 3]を引き起こし、弦の保持力は弱めである。しかし素材がソフトなため、ネックとの相性は比較的選ばず、また、安価である。2010年現在、数百円での購入が可能。